# Plagiogyria adnata
Plagiogyria adnata là một loài dương xỉ trong họ Plagiogyriaceae. Loài này được Blume Bedd. mô tả khoa học đầu tiên năm 1865.